# Day Is Done
Day Is Done ist ein Film in der Form einer fiktiven Autobiographie des Schweizer Regisseurs Thomas Imbach. Der Film feierte seine Premiere im Februar 2011 auf der Berlinale in der Sektion Forum. Day Is Done kombiniert Anrufbeantworternachrichten mit Aussichten aus dem Atelierfenster aus 15 Jahren zu einer fiktiven Lebensgeschichte der Figur „T.“, die aus biographischem Material des Regisseurs Thomas Imbach entsteht.
Day Is Done war Teil des Programms verschiedener internationaler Filmfestivals, wie dem Planete Doc Film Warsaw im Mai 2011, dem Jerusalem Film Festival im Juli 2011, dem Melbourne International Filmfestival, dem Internationalen Dokumentarfilmfestival von Yamagata oder dem Chicago International Film Festival im Oktober 2011. Er gewann den Zürcher Filmpreis 2011 und den Swiss Film Award „Quartz“ für die beste Filmmusik sowie eine „Honorable Mention“ der „Millennium Award Jury“ des Planete Doc Festivals.

## Handlung
T., der Mann hinter der Kamera, sucht sein Bild aus dem Atelierfenster, bei jedem Wetter, bei Tag und bei Nacht. Unten rasen die Züge vorbei. Auf seinem Anrufbeantworter sind verschiedene Stimmen zu hören: Die Mutter seines Sohnes hinterlässt dringende Nachrichten, jemand gratuliert dem Mann zum Geburtstag, seine Eltern erzählen vom schönen Wetter in den Ferien. Aus den Fragmenten der Nachrichten entspinnt sich eine Geschichte um T. und sein Leben: Sein Vater stirbt, sein Kind wird geboren, seine junge Familie zerbricht. Die Jahre ziehen vorbei. Mehr und mehr wird die urbane Landschaft vor T’s Kamera zur inneren Landschaft des Mannes hinter der Kamera.

## Hintergrund
Mit einer 35-mm-Kamera filmte Regisseur Thomas Imbach ab Mitte der 1990er Jahre aus dem Fenster seines Ateliers in Zürich. Er dokumentiert die Veränderungen dieses Ausblickes über viele Jahre und widmet sich den verschiedenen Wetterstimmungen. Gleichzeitig sammelt er während all der Jahre die Nachrichten auf seinem Anrufbeantworter. Das ausgestorbene Medium der Anrufbeantworterbänder erzählt Geschichten und gibt wichtige Stationen im Leben von T. wieder. Im Zusammenspiel des biographischen ausgewählten Materials entstand eine fiktive Figur von Thomas Imbach, deren Seelenlandschaft einen allgemeingültigen Charakter bekam.

## Kritiken
„Day Is Done ist eine poetische, aber auch ironisch-humorvolle Studie des egoistischen Künstlers, der versucht einen indifferenten Gott zu spielen, sich dann aber doch als allzu menschlich herausstellt. (…) Day Is Done zeigt Bilder von hinreißender und dennoch unkonventioneller Schönheit.“
„In Day Is Done blickt Thomas Imbach aus seinem Fenster – und sieht die Welt. Über fast zwei Stunden entwickelt der Film einen suggestiven Sog von großer Kraft.“
„Thomas Imbach hat mit Day Is Done Großes geleistet, sein persönlicher Zugang spielt durchgehend mit Nähe und Distanz, aus Banalitäten des Alltags ergibt sich nach und nach ein Gesamtbild 'Thomas – eine großartige Montage.“
„Thomas Imbach, ,movie designer’ urbaner und unkonventioneller Schönheit, hat die kultivierten und anspruchsvollen Zuschauer der diesjährigen Berlinale mit seinem Film Day Is Done hypnotisiert. Ein Avantgardefilm dessen Vergnügen darin besteht den tieferen Sinn, der in der audio-visuellen Banalität des Alltäglichen liegt, zu entdecken.“
„Thomas Imbachs Day is Done stellt seine Fragen nicht nur, sondern er beantwortet sie großformatig, brillant, überzeugend, humorvoll, leise, neblig und vor allem: als Film. Er ist ein autobiographischer Film, er ist ein Dokumentarfilm über Zürich, er ist eine Studie des Schweizer Wetters, er ist eine Liebeserklärung an den Anrufbeantworter, er ist … einfach wundervoll.“